# Anchusa iranica
Anchusa iranica är en strävbladig växtart som beskrevs av Karl Heinz Rechinger och Esfand. Anchusa iranica ingår i släktet oxtungor, och familjen strävbladiga växter. Inga underarter finns listade i Catalogue of Life.